# フランシスコ・カストロ・エイダ
フランシスコ・カストロ・エイダ（英語: Francisco Castro Ada; 1934年9月26日 - 2010年3月2日）は、北マリアナ諸島の政治家。エイダは、1978年1月9日から1982年1月11日まで、北マリアナ諸島の初代知事カルロス・S・カマチョの下で、初代副知事を務めた。
サイパン国際空港、北マリアナ大学、連邦港湾局など、北マリアナ諸島で近代的なインフラを整備した。

## 経歴と人物
エイダは1934年9月26日に生まれ、ハワイ大学マノア校で政治学の学士号を取得した。

### 太平洋諸島信託統治地域
1969年、当時35歳だったエイダは太平洋諸島信託統治領の地区管理者に就任した。これは当時の北マリアナ諸島では最高位の役職であった。エイダはマリアナ諸島を経済成長させる手段として、航空旅行に着目した。国立空港航空開発法の補助金を利用し、近代的なサイパン国際空港の基礎を築いた。
エイダは「航空技術委員会」の設立を主導し、新空港の建設を促進するために政府と民間部門の協力を促進した。 この間、エイダはマリアナ諸島空港局を設立したが、現在は連邦港湾局と呼ばれている。

### 副知事
1978年、北マリアナ諸島はアメリカ合衆国との政治統合によりコモンウェルスとなり、新しい憲法が制定され、知事が選出された。1977年、北マリアナ諸島の初代知事にはカルロス・S・カマチョが、副知事にはエイダが選ばれた。

### 副知事退任後
2002年10月14日、フアン・ババウタ知事がサイパン地方法13-10に署名し、サイパン国際空港をエイダに敬意を表して「フランシスコ・C・エイダ／サイパン国際空港」に改称された。
フランシスコ・エイダは2010年3月2日、サイパン島のガラパン地区にあるコモンウェルス・ヘルスセンターで75歳で亡くなった。3月10日、北マリアナ諸島憲法に基づき、サイパン島のススペ地区にあるペドロ・P・テノリオ多目的センターで国葬が行われた。その後、レクイエムミサがチャラン・カノアのマウント・カーメル大聖堂で行われ、チャラン・カノア墓地に埋葬された。